# Vrille (rivière)
Pour les articles homonymes, voir Vrille.
La Vrille est une rivière française des départements Nièvre et Yonne dans la région Bourgogne-Franche-Comté, et un affluent droit de la Loire.

## Géographie
De 33 kilomètres de longueur,,
la Vrille prend sa source à 240 mètres d'altitude dans le bois de la Garenne sur Treigny, seule commune de l'Yonne arrosée par son cours.
Il coule globalement de l'est vers l'ouest, dans la partie nord-ouest du département de la Nièvre qu'il rejoint dès sa sortie de Treigny.
Il conflue avec la Loire à Neuvy-sur-Loire, à 136 mètres d'altitude.

### Communes et cantons traversés
Dans les deux départements de l'Yonne et de la Nièvre, la Vrille traverse cinq communes et trois cantons :
Communes d'amont en aval : 
Treigny (source, Yonne), Dampierre-sous-Bouhy (Nièvre), Saint-Amand-en-Puisaye, Arquian, Annay, Neuvy-sur-Loire (confluence).
Soit en termes de cantons, la Vrille prend source dans le canton de Saint-Sauveur-en-Puisaye, traverse le canton de Saint-Amand-en-Puisaye, conflue dans le canton de Cosne-Cours-sur-Loire-Nord, le tout dans les arrondissements d'Auxerre et de Cosne-Cours-sur-Loire.

### Bassin versant
La Vrille traverse quatre zones hydrographiques : la Loire de la Vrille (NC) à la Cheuille (K413), la Loire du Nohain à la Vrille (K410), la Vrille de la Maloise (NC) à la Loire (K412) et la Vrille de sa source à la Maloise (C) (K411). L'ensemble mesure 35 213 km2.
La Vrille traverse 175 km2 sur cinq communes pour 4 558 habitants et une densité de 26 hab/km2 à 179 m d'altitude moyenne.
La Vrille a un bassin versant de 185 km2 pour un linéaire de 42 km (donc bras compris) avec une pente moyenne de 2,5 %

### Organisme gestionnaire
La Vrille fait partie du Contrat Territorial Vrille-Nohain-Mazou porté par la Communauté de Communes Cœur de Loire en partenariat avec la Communauté de Communes Puisaye-Forterre ; Communauté de Communes Les Bertranges et Communauté de Communes Haut-Nivernais-Val-d'Yonne.

## Affluents
La Vrille a dix-sept affluents référencés ou plus exactement trois bras et onze affluents :
- la Malaise[6] (rg), 7,2 km, uniquement sur Dampierre-sous-Bouhy. Conflue au moulin Courot.
  - ruisseau de l'Angelier[7],[note 3] vient de la vallée de la Noue et alimente l'étang de l'Angelier[8].
- la Maladrerie[9] (rd), 0,7 km uniquement sur Saint-Amand-en-Puisaye. Conflue à Carrefour Carriès.
  - ruisseau du Bois Bertot[10].
- les trois bras de la Vrille (rd) pour un total de 9,9 km Treigny, Saint-Amand-en-Puisaye, Arquian, Annay et Neuvy-sur-Loire.
- ruisseau de Maison Fort[11] (rg), 3,3 km sur Bitry et Saint-Amand-en-Puisaye ; prend source à l'étang de Chante-Merle (St-Amand) et à la source des Chaboureaux (Bitry), puis alimente l'étang de la Forge (St-Amand). Conflue au Beau Soleil.
- ruisseau des Prés Pillon[12] (rg), 1,3 km uniquement sur Saint-Amand-en-Puisaye. Conflue au moulin Porché.
- le ruisseau des Trois Fontaines[13] (rd), 2,4 km uniquement sur Saint-Amand-en-Puisaye ; croise le sentier de grande randonnée GR 3G. Conflue entre le moulin Porché et la Chapelle.
- ruisseau de la Fontaine[14] (rd), 2 km sur Arquian et Saint-Amand-en-Puisaye, conflue à la Chapelle.
- la Maloise[15] (rg), 8 km sur les quatre communes d'Arquian, Saint-Vérain, Saint-Amand-en-Puisaye et Bitry qui traverse l'étang des Chênes. Conflue à la Chapelle.
- le Jourdain ou ruisseau des Vallées[16] (rg), 11,3 km sur Saint-Loup, Saint-Vérain, Alligny-Cosne et Arquian ; il prend source à cheval entre Alligny et St-Vérain, puis marque la limite entre St-Loup et St-Vérain (dont l'étang de Jérusalem, seul étang sur son parcours), traverse ensuite une partie de St-Vérain et passe sur Arquian à Gué de Frise. Conflue au lavoir entre la Poterie Neuve et Arquian.
- le ruisseau du Vernoy[17] (rd), 2 km uniquement sur Arquian. Conflue en aval des Chaumes et d'Arquian.
- le Breuzin[18] (rg), 2,7 km uniquement sur Annay. Conflue à l'étang de la Fontaine Cortet en amont d'Annay.
- le ruisseau des Petits Picards[19] (rg), 2 km, 2 km uniquement sur Annay. Conflue dans Annay.

### Rang de Strahler
Le rang de Strahler est de trois.

## Hydrologie

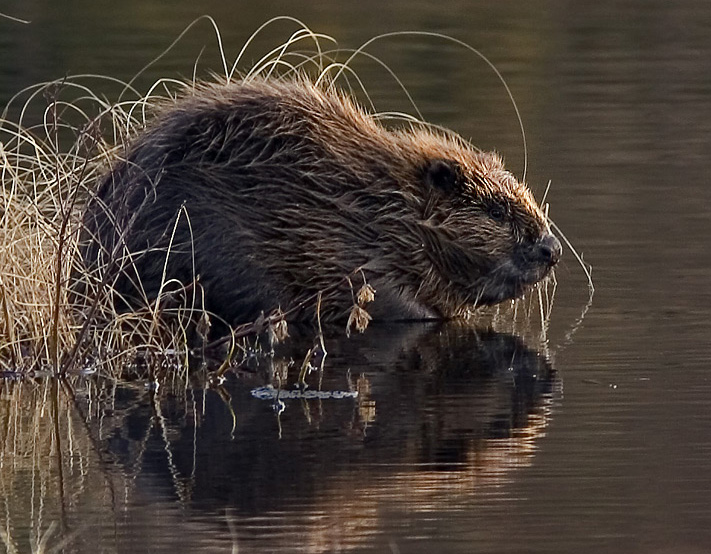
On peut apercevoir des castors dans la vallée de la Vrille

### Crues
Le débit instantané maximal a été observé le 2 mai 2015 pour 26,0 m3/s, en même temps qua le débit journalier maximal de 25,6 m3/s ainsi que la hauteur maximale instantanée de 2 720 mm soit aussi 2,72 m

## Galerie

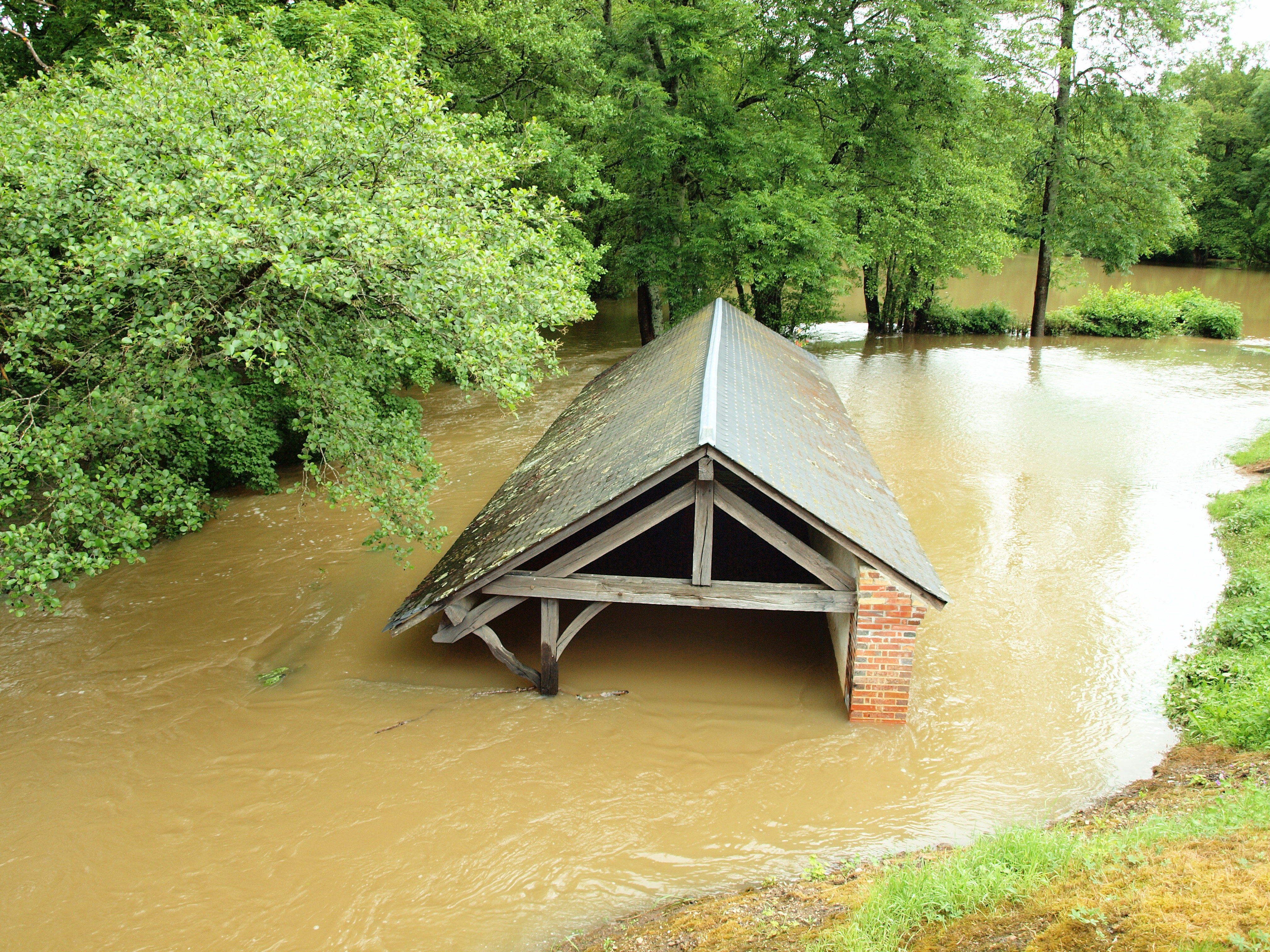
Lavoir de la Vrille en crue à Arquian, 1er juin 2016
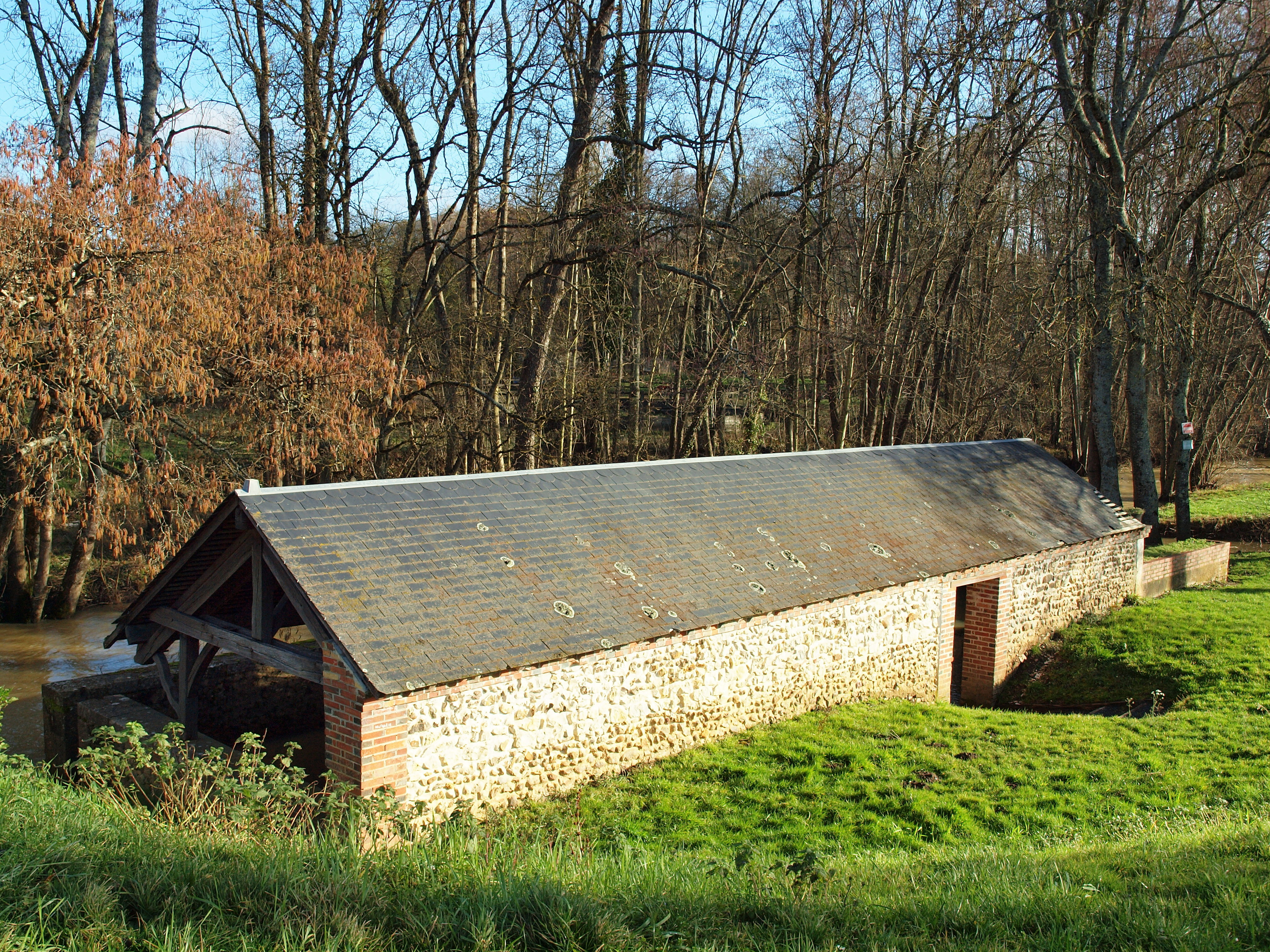
Lavoir de la Vrille, 10 février 2016
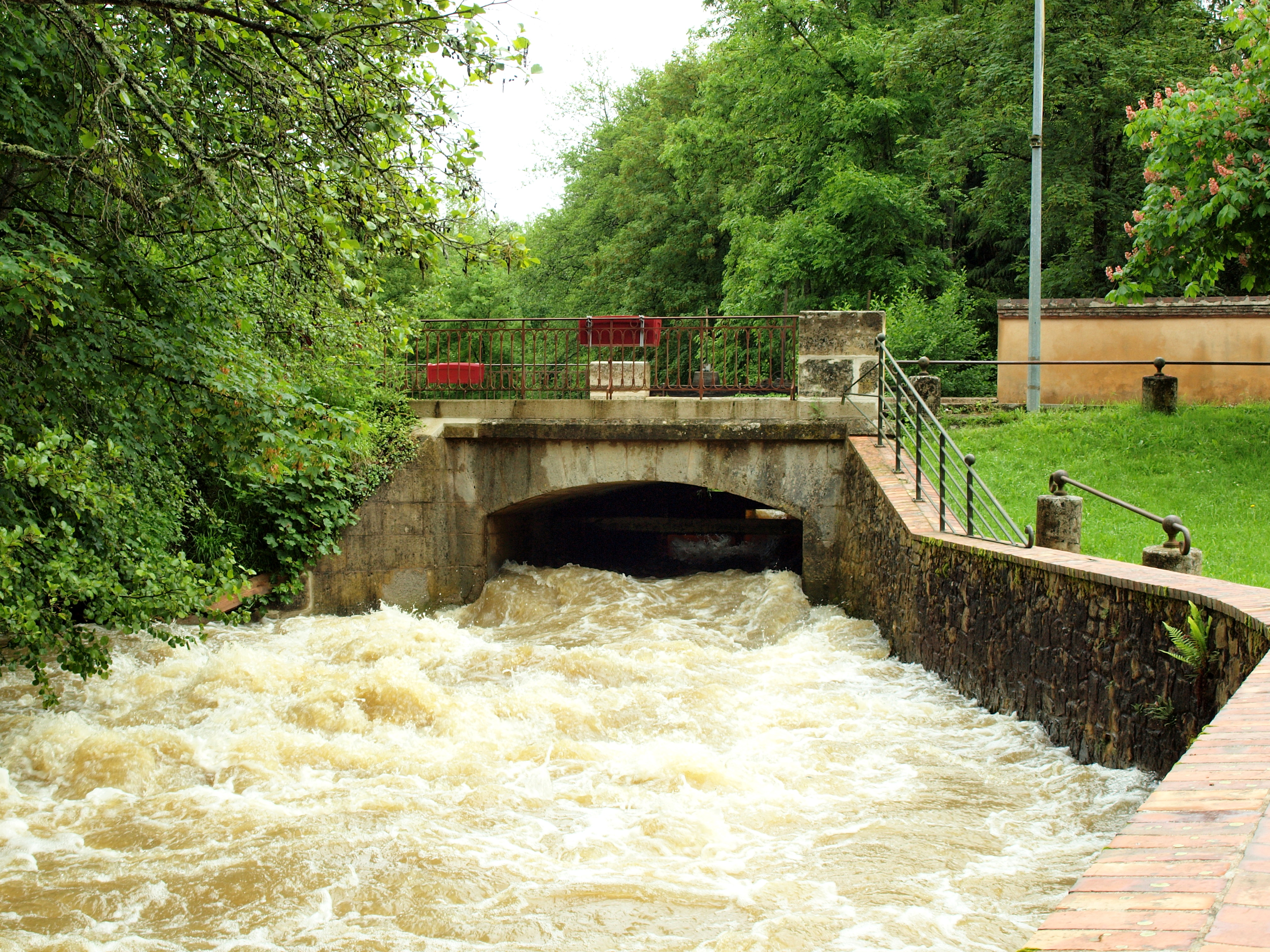
Saint-Amand-en-Puisaye, le pont sur la Vrille en crue, 1er juin 2016
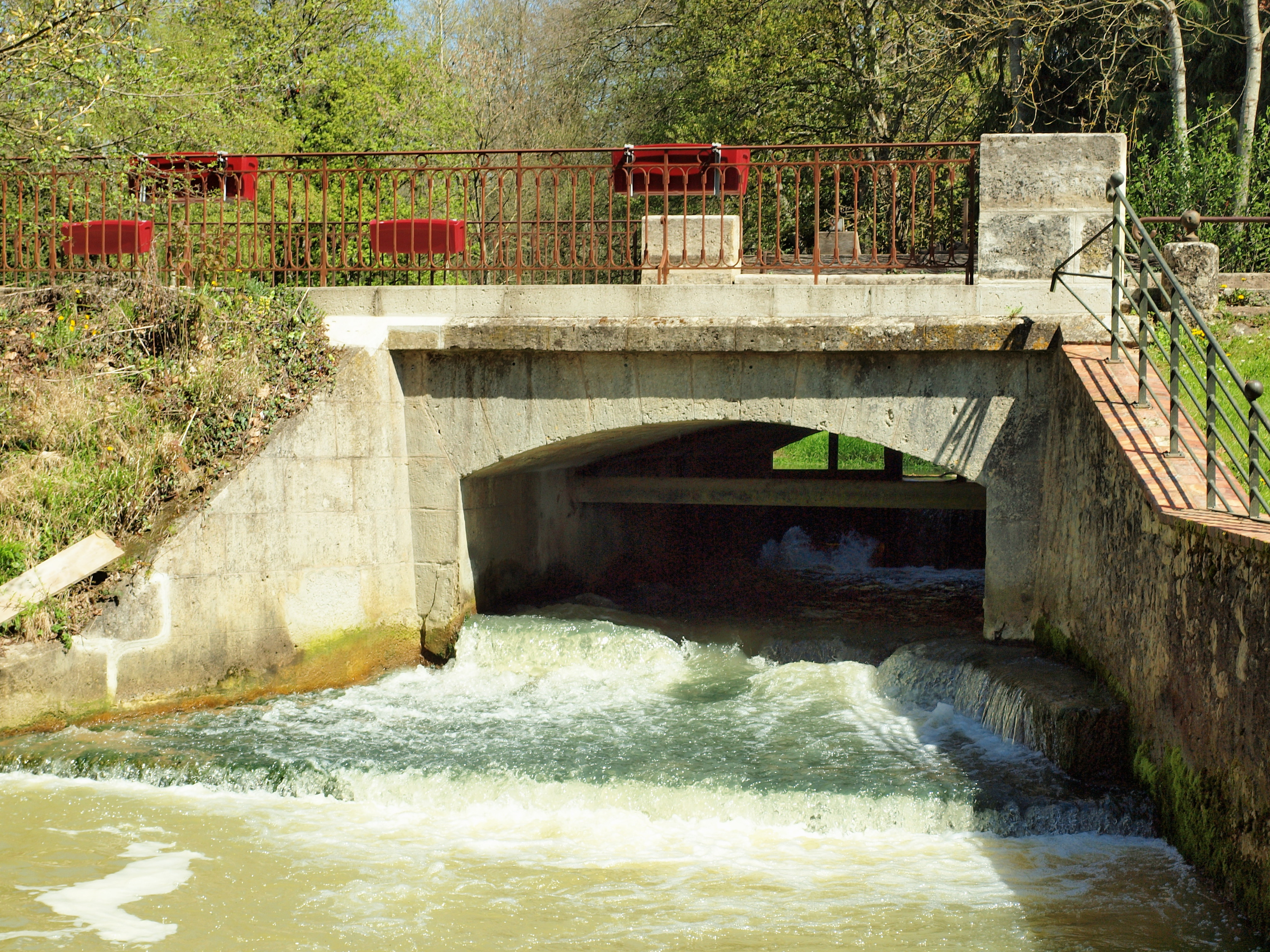
Saint-Amand-en-Puisaye, le pont sur la Vrille, 19 avril 2016
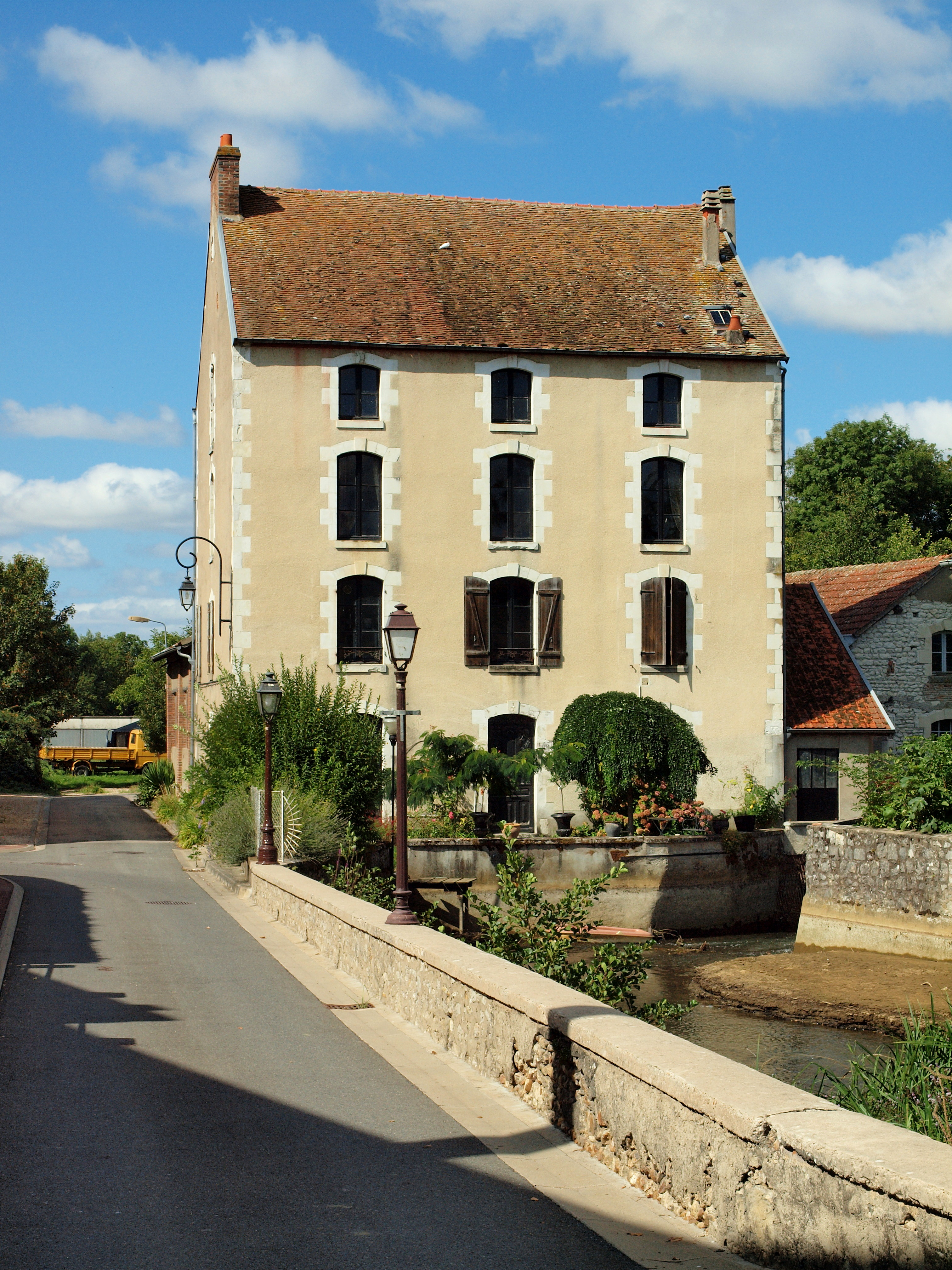
Moulin sur la Vrille à Neuvy-sur-Loire

## Aménagements
Le confluent est juste en face de la centrale nucléaire de Belleville-sur-Loire. Sur le cours de la Vrille ou de ses affluents on trouve le moulin Bléneau, le moulin de la Foge Salée, le barrage du Moulin Brûlé, le moulin du Château, le barrage Métrot, le moulin Porché, le moulin d'Arquian, le barrage Gadoin, le moulin des Loges, le moulin d'Annay et le moulin Carré. Depuis 2008, la question d'un SAGE est écrite[Quoi ?]

## Écologie et tourisme
La Vrille rencontre le sentier de grande randonnée GRP Tour de Puisaye. La Vrille est un cours d'eau de première catégorie en amont du pont d'Annay (jusqu'à sa source donc) et un cours d'eau de deuxième catégorie en aval du pont jusqu'à sa confluence. Trois associations de pêche se partagent le bassin versant : une sur la partie en première catégorie et deux sur la partie en seconde catégorie. L'occupation des sols est à 10 % de prairie, 22 % de forêt, 48 % de terres labourables et 20 % autre. Son IBGN Indice biologique global normalisé était très bon au 1er juillet 2005.  On peut voir des castors dans la vallée de la Vrille.

### AAPPMA
Trois AAPPMA sont établies sur le bassin versant : dans la Nièvre, la Myennoise en aval du pont d'Annay, et la Gaule Poyaudine du pont d'Annay à Saint-Amand-en-Puisaye ; et dans l'Yonne, la Gaule Treignicoise à Treigny.